# Lo eterno
Lo eterno, es el undécimo trabajo discográfico del grupo de rock mexicano, La Barranca. Este disco cuenta con la colaboración de Alfonso André y José Manuel Aguilera como únicos miembros originales de la banda, a pesar de esto y su realineación con los nuevos integrantes, la banda muestra una gran evolución que ha tenido como grupo desde su último trabajo, "Fatális".
La fecha inicial a estrenarse de este material era para el 20 de abril de 2018; que posteriormente, a causas desconocidas, la banda reanunció su salida para el 8 de mayo de ese mismo año. Este disco también cuenta con una gran colaboración de los hermanos Romero y que demuestra un poco de su toque musical junto a José Manuel Aguilera.
Con 11 temas inéditos, fue un álbum muy bien recibido por los seguidores de la banda y crítica especializada.

## Lista de temas
| N.º   | Título                                                                 | Escritor(es)            | Duración |  |
| 1.    | «Brecha»                                                               | Aguilera                | 5:00     |  |
| 2.    | «Anapsique»                                                            | Aguilera                | 3:38     |  |
| 3.    | «Donde la confusión se suspende»                                       | Aguilera, Rezc          | 4:56     |  |
| 4.    | «Cuervos»                                                              | Aguilera                | 4:05     |  |
| 5.    | «Ceiba»                                                                | Aguilera                | 4:53     |  |
| 6.    | «Astronomía»                                                           | Aguilera                | 5:01     |  |
| 7.    | «Manos»                                                                | Aguilera                | 2:34     |  |
| 8.    | «Escarabajo»                                                           | Aguilera                | 4:41     |  |
| 9.    | «Konichiwa»                                                            | Aguilera                | 4:04     |  |
| 10.   | «Todas las historias»                                                  | Aguilera                | 4:20     |  |
| 11.   | «Lo eterno» (Música basada en "You know, you know" de John McLaughlin) | Aguilera, J. McLaughlin | 5:13     |  |
| 48:25 |                                                                        |                         |          |  |

## Músicos
- José Manuel Aguilera: Voz y guitarra, sampleos y sintes extra.
- Ernick Romero: Bajo, baby bass, bajo sinte y coros.
- Adolfo Romero: Guitarra, vihuela, percusión y sintes extra.
- Alfonso André: Batería (1 y 2).
- Navi Nass: Batería (5, 8 y 9).
- Rodrigo Ortega: Batería (3, 4, 6, 10 y 11).
- Yann Zaragoza: Piano, piano eléctrico y sintetizadores.

## Créditos
- Producción y arreglos: José Manuel Aguilera, Adolfo Romero y Ernick Romero
- Grabación: Diego Ortega
- Grabación «Cuervos»: Diego López
- Mezcla: Eduardo del Águila
- Masterización: Tom Baker Mastering
- Editorial lírica: Claudia Berrueto
- Arte, idea original: Aguilera y Romeros
- Bichos: Oscar Pérez
- Mecanismos de conexión: Magali Aguilera
- Fotografía: Alex Aguilera y Federico Esquinca
- Diseño: Salsalab